# فرانتس فون اشتوک

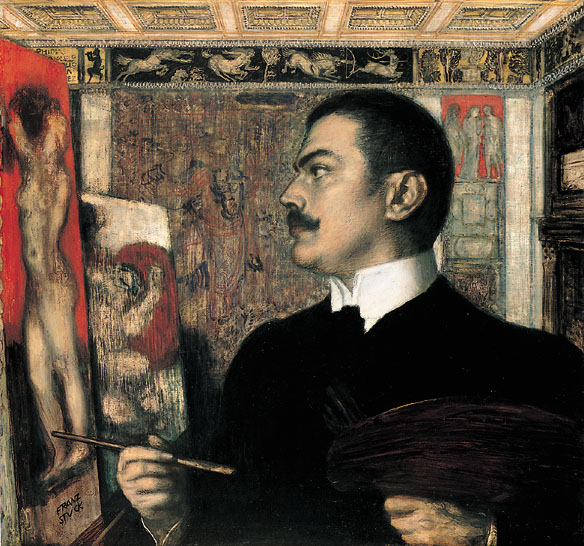
خود چهره نگاری اثر فرانتس فون اشتوک

فرانتس فون اشتوک (آلمانی: Franz von Stuck) (۲۳ فوریه ۱۸۶۳ – ۳۰ اوت ۱۹۲۸) یک نقاش، مجسمه‌ساز، قلم زن و معمار آلمانی بود. از نقاشی‌های مشهورش می‌توان گناه را نام برد.

## زندگی
در سال ۱۹۰۶ اشتوک نشان وردینستوردن بابریخن را به دست آورد و پس از دریافت این نشان بود که با نام مستعار و هُنری فرانز ریتر فون گیر شناخته شد. او متولد تتنوایس، نزدیک پاساو بود و علاقهٔ شدید و وافری برای نقاشی کاریکاتور از سال‌های اولیه آغازین هنرش نشان داد. برای شروع و پیشرفت آموزش هنری اش، تدریس و کارآموزی خود را در سال ۱۸۷۸ و از شهر مونیخ شروع کرد؛ مونیخ همان شهر آرمانی اشتوک در جهت پیشرفت بود که برای زندگی و حل و فصل داشته‌های هنریش به آنجا کوچید. از سال ۱۸۸۱ تا ۱۸۸۵ استوک در آکادمی هنر مونیخ حضور داشت. عمدهٔ شهرت او به جهت ایجاد یک انجمن متشکل از برخی هنرمندان معاصرش بود. در سال ۱۸۹۲، اشتوک بانی و پیشگام تأسیس انجمن جدایی مونیخ گردید. سال بعد او با اقبال و موفقیت عمومی از آثارش مواجه گشت، معروفترین کار او در این زمان، پرتره گناه است که تحسین بسیار برانگیخت. همچنین در طول سال ۱۸۹۳، به پاس فعالیت‌های هنری، مدال طلای نقاشی در نمایشگاه دنیای کلمبیایی شیکاگو، ایلینوی به وی اهدا گردید. سال ۱۸۹۵ اشتوک مشغول به آموزش نقاشی در آکادمی مونیخ گردید.

## نگارخانه

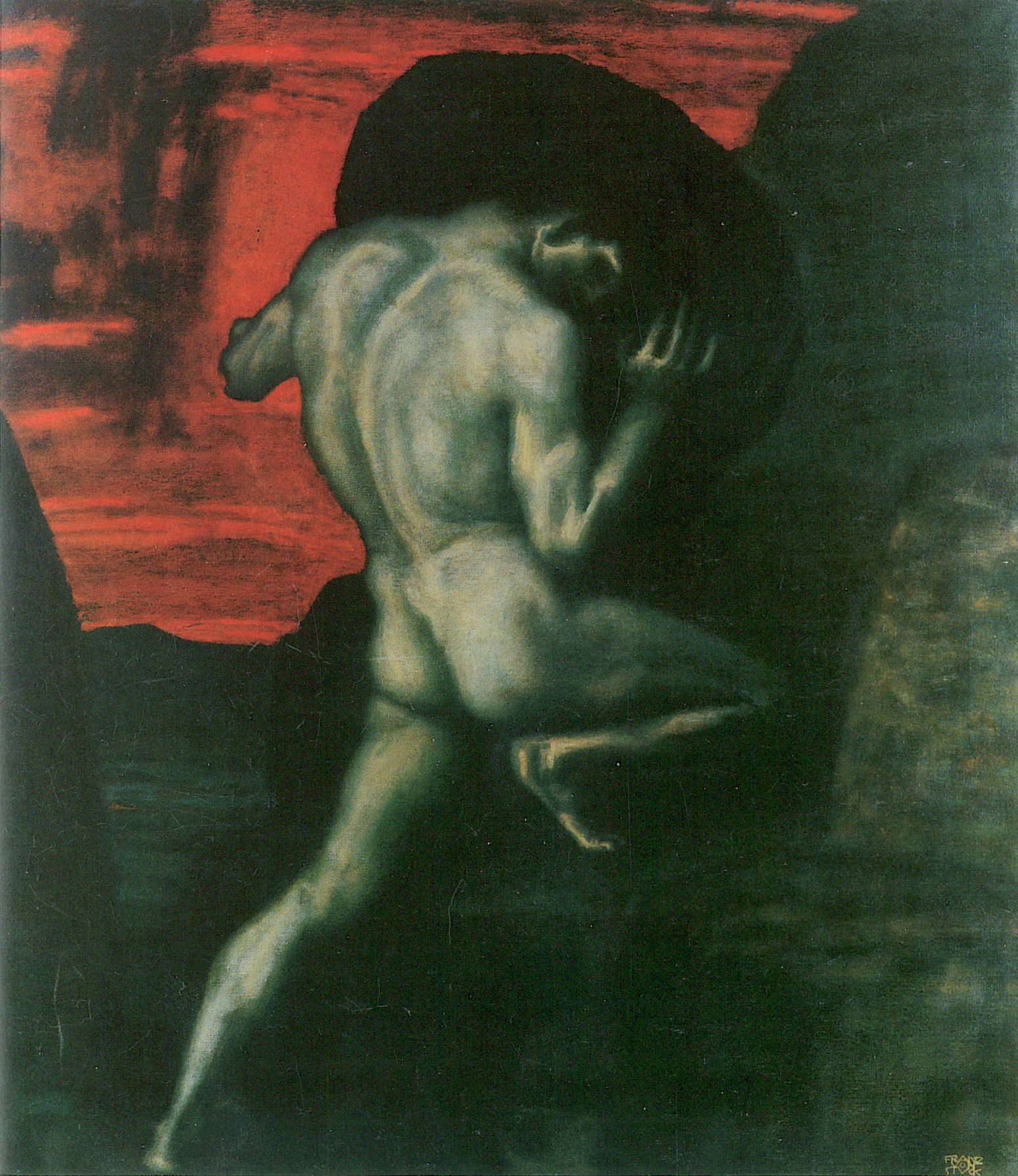
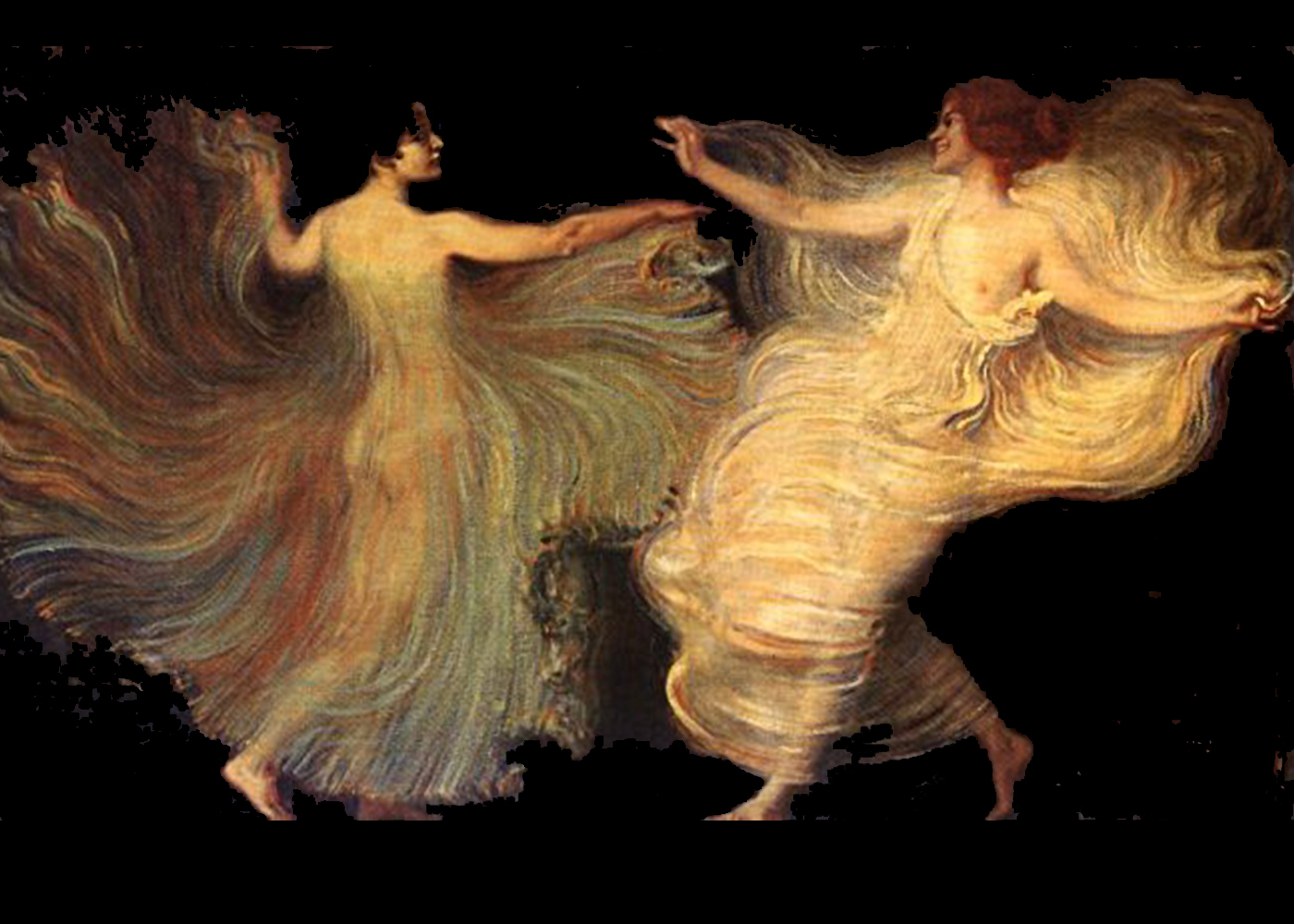
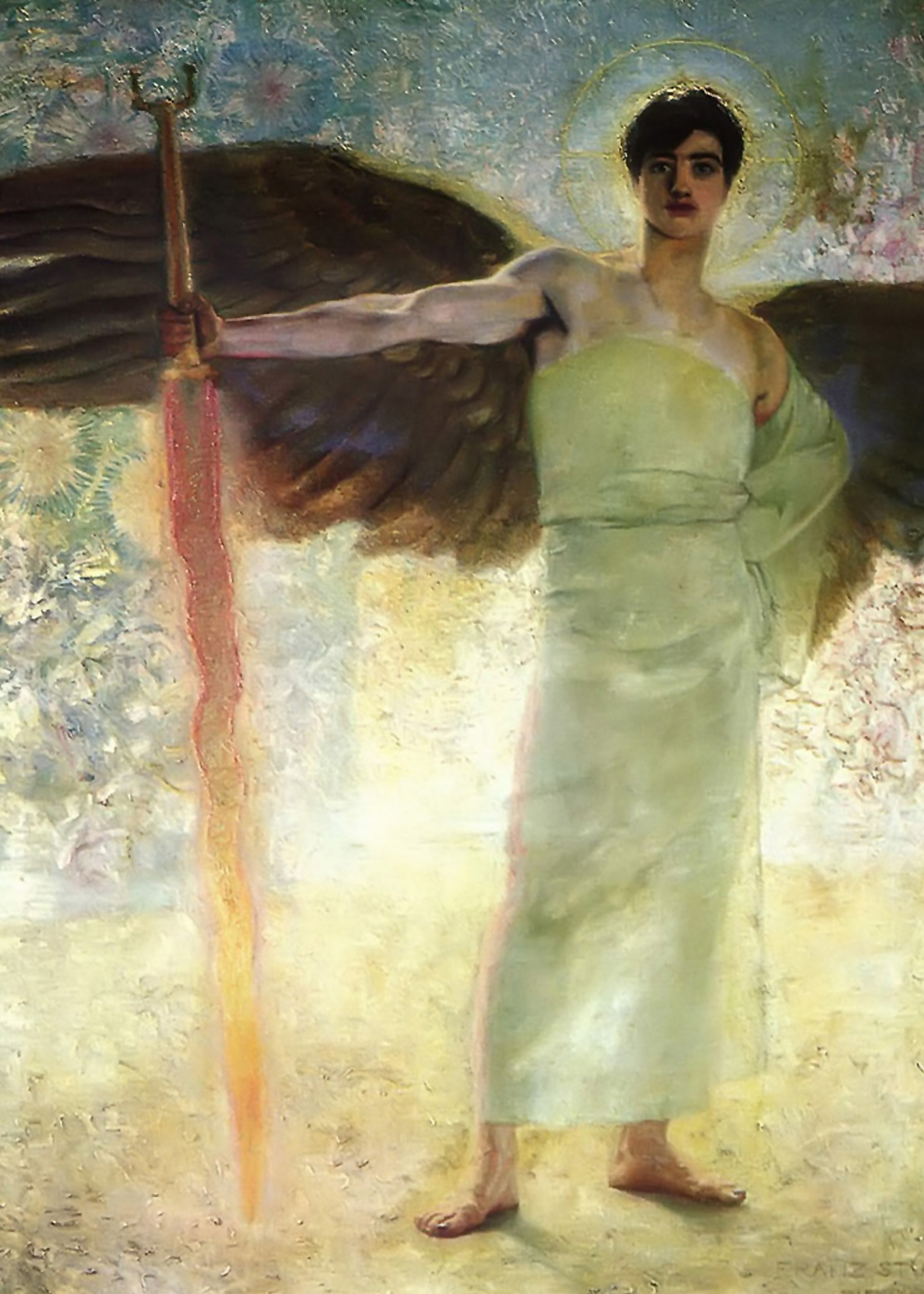
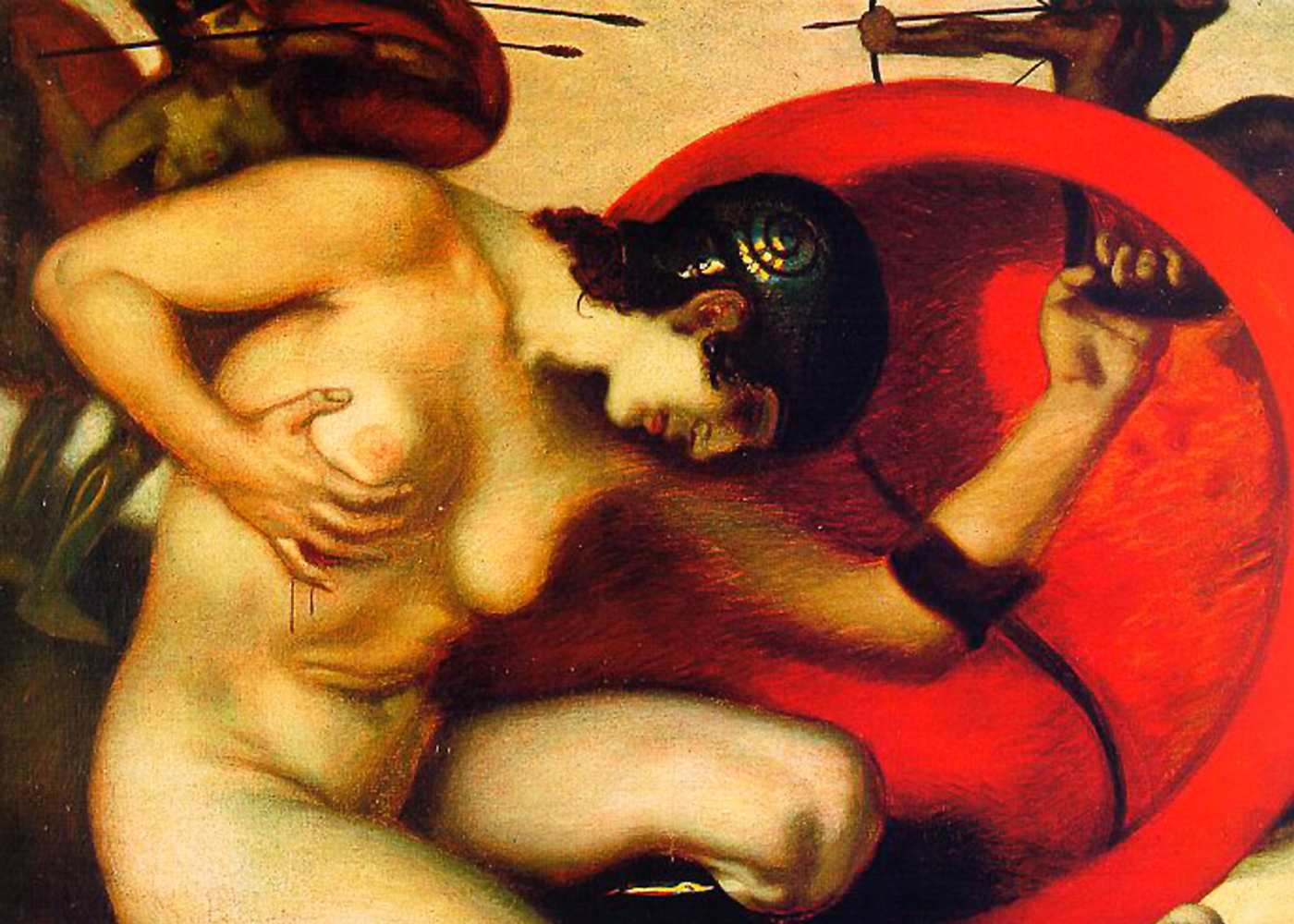
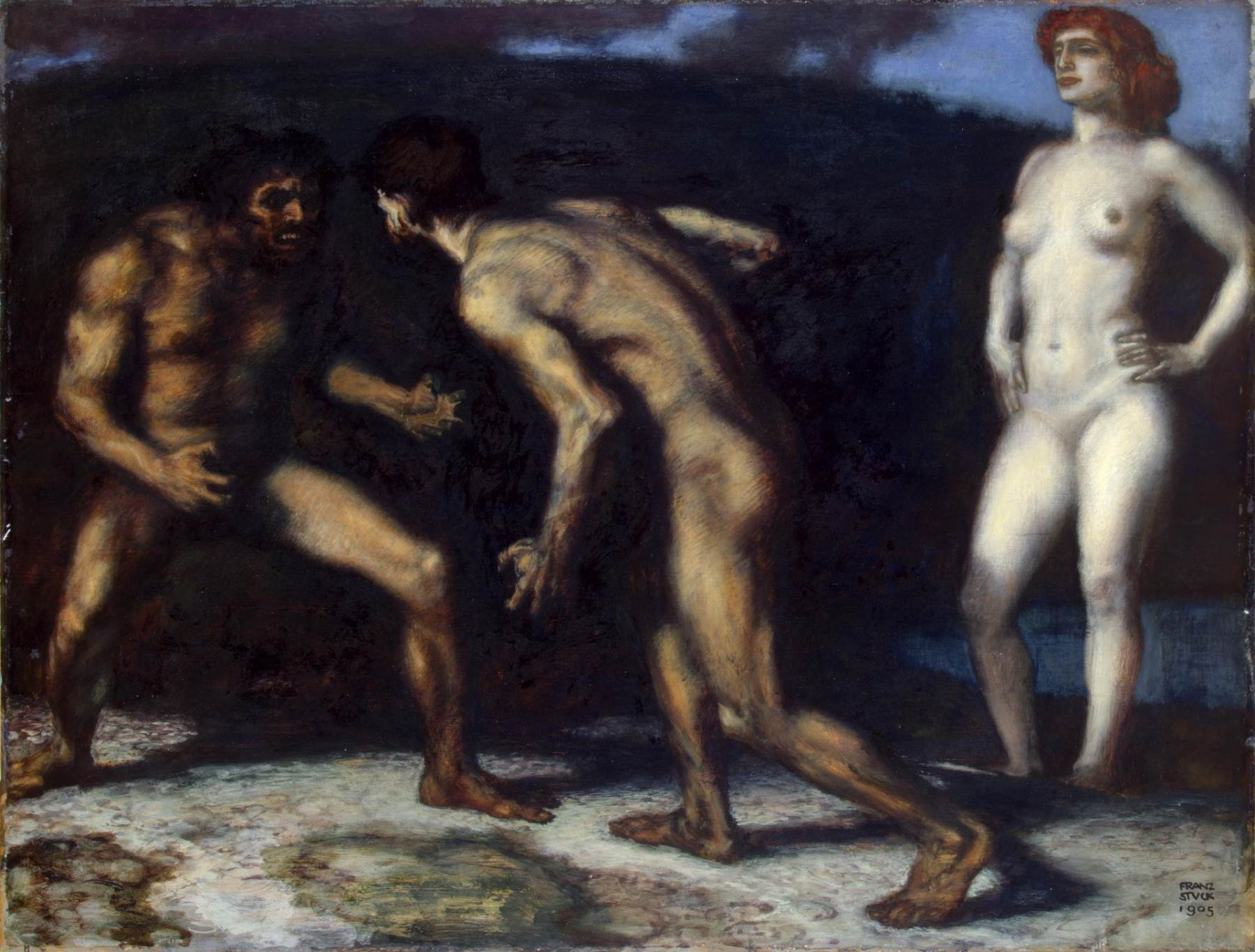
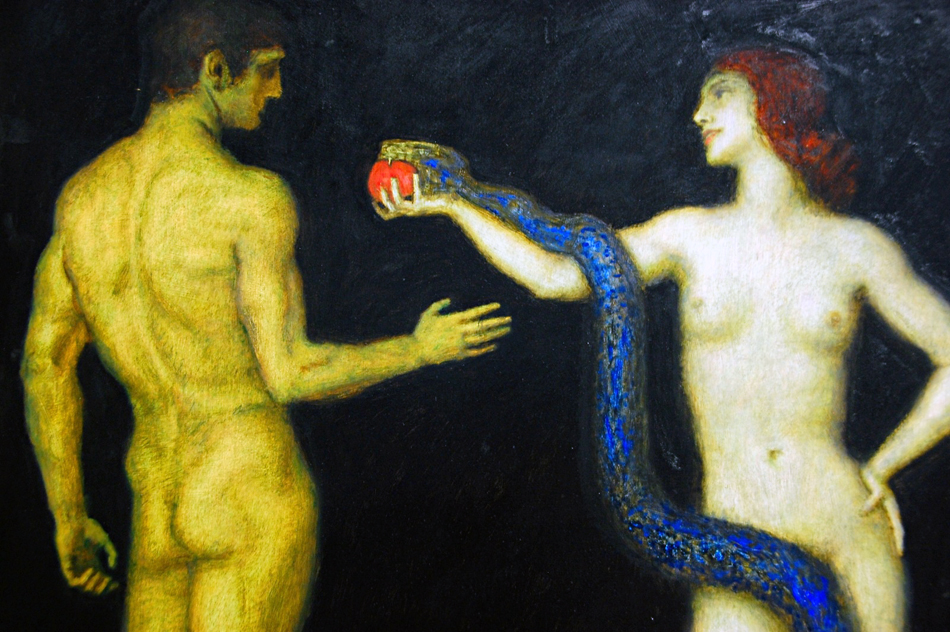
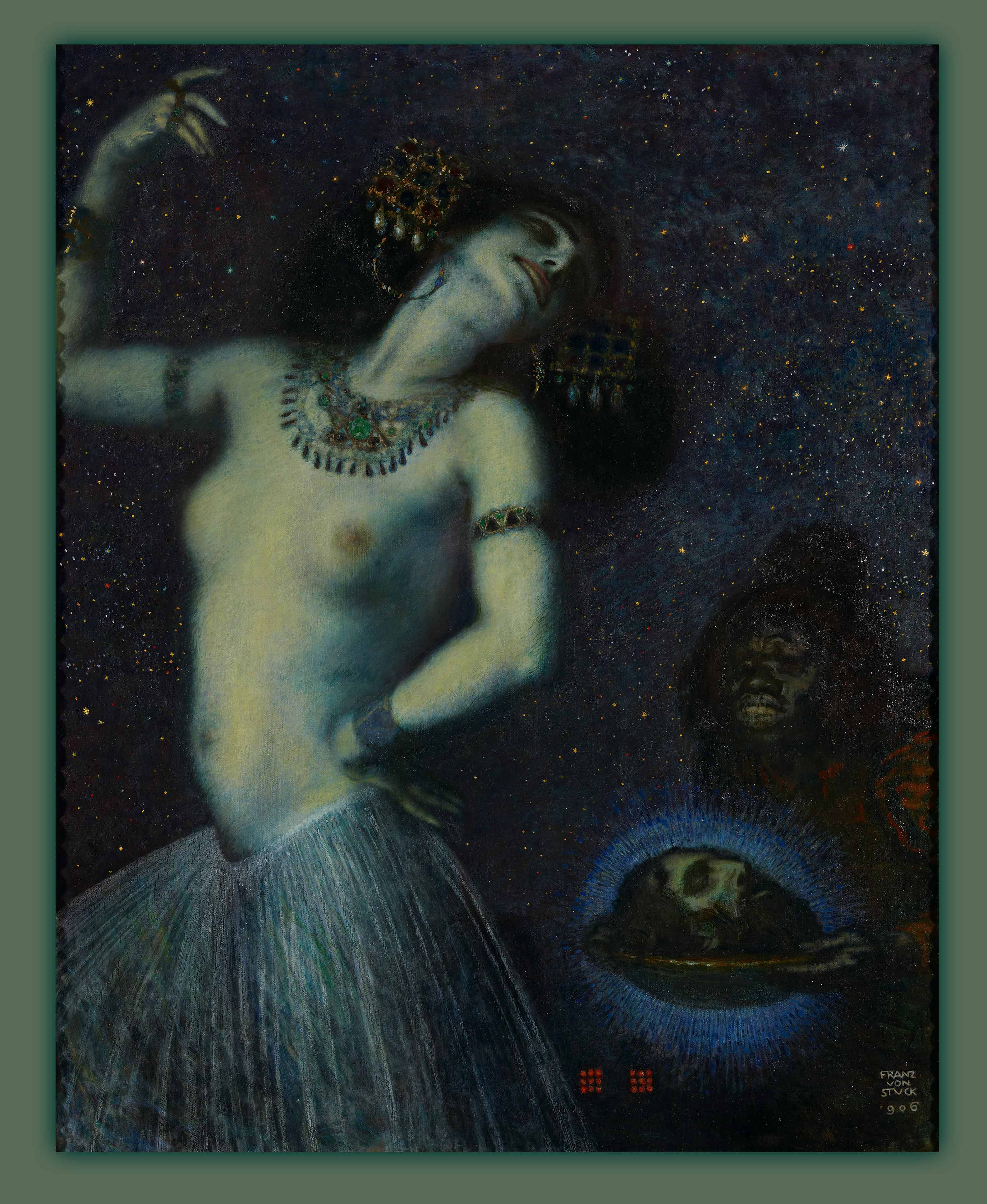